# Ferzan Özpetek
Ferzan Özpetek (né le 3 février 1959 à Istanbul en Turquie) est un réalisateur, scénariste, dramaturge et romancier turco-italien.

## Biographie
Ferzan Özpetek s'installe en Italie dès la fin des années 1970, à Rome, où il a suivi des cours d'histoire de l'art et de réalisation à l'université de Rome « La Sapienza ». Il commence sa profession dans les années 1980 en tant qu'assistant réalisateur, mais il se fait connaître auprès du grand public par ses films à thème homosexuel.
Son premier film, Hammam, le bain turc, date de 1997. Il met en scène l'histoire d'un architecte romain, joué par Alessandro Gassmann, qui reçoit d'une tante maternelle pratiquement inconnue, l'héritage d'un bien immobilier sis à Istanbul. Alors qu'il est forcé de se déplacer dans la grande ville au bord du Bosphore pour réaliser la vente du bien, il découvre qu'il est en fait propriétaire d'un ancien hammam, habité par une famille turque typique qui avait de fait « adopté » sa vieille tante. Il tombe sous le charme à la fois du vieil édifice, de l'ambiance de la ville millénaire, et du fils de la famille. Son épouse, inquiète du délai croissant de son séjour, le rejoint pour lui annoncer qu'elle demande le divorce, s'étant éprise de leur associé, mais elle trouve un homme bien différent de celui qui avait quitté Rome,.
Le succès arrive en Italie avec Tableau de famille, paru en 2001. Le thème en est le parcours d'une femme devenue subitement veuve et qui découvre que son mari avait une liaison avec un homme depuis des années. Elle rejette au début l'amant de son mari, joué par Stefano Accorsi, pour finalement se lier d'amitié avec lui, et intégrer son univers de tolérance et de pardon.
En 2003, il remporte le David di Donatello du meilleur film avec La Fenêtre d'en face, mélange délicat de vie quotidienne et de mémoire retrouvée qui s'entrelacent et mènent les personnages à la découverte du sens de leur vie,,.
Il poursuit sa recherche du spirituel en 2005 avec Cuore sacro, véritable roman de transition traduit en images, où la jeune protagoniste abandonne sa cuirasse de femme endurcie et déterminée par sa carrière pour cultiver l'amour envers les autres et envers soi-même.
Saturno contro (2007) est l'histoire d'un groupe d'amis qui est bouleversé par la mort accidentelle de celui d'entre eux qui voulait à tout prix que le groupe reste uni pour toujours. Une réflexion subtile sur l'importance de l'amitié face aux chagrins de la vie,.
En 2008, il reçoit l'Ordre de l’Étoile de la solidarité italienne par le président italien Giorgio Napolitano pour ses services en faveur de l'humanité et de l'environnement et, en 2019, il devient, à travers un décret présidentiel de Sergio Mattarella, « commandeur » de l'Ordre du Mérite de la République italienne.
En 2016, Ferzan Özpetek épouse son compagnon de longue date, le producteur Simone Pontesilli,.
Le film Pour toujours, sorti en 2019 en Italie et en 2022 en France, met en scène le couple formé par Arturo et Alessandro qui traverse une période de crise et doit prendre en charge les deux enfants de leur amie Annamaria, hospitalisée pour des examens.
En 2022, Ferzan Özpetek adapte le film qui l'a fait connaître en Italie, Tableau de famille, en série télévisée de 8 épisodes pour Disney+.
En 2023, il collabore cette fois avec Netflix pour le film Nuovo Olimpo. Ce drame romantique, inspiré de la vie de son réalisateur,, suit le parcours de deux hommes qui se rencontrent dans un cinéma à la fin des années 1970 à Rome, puis se perdent de vue sans jamais cesser de s’aimer. Présenté en avant-première au Festival du film de Rome le 22 octobre 2023, le film sort en exclusivité sur la plateforme le 1er novembre 2023.

## Filmographie
- 1997 : Hammam, le bain turc (Il bagno turco)
- 1999 : Le Dernier Harem (Harem Suare)
- 2001 : Tableau de famille (Le fate ignoranti)
- 2003 : La Fenêtre d'en face (La finestra di fronte)
- 2005 : Cuore sacro
- 2007 : Saturno contro
- 2008 : Un giorno perfetto
- 2010 : Le Premier qui l'a dit (Mine vaganti)
- 2012 : Magnifica presenza
- 2014 : Allacciate le cinture
- 2017 : Rosso Istanbul (İstanbul Kırmızısı)
- 2018 : Napoli velata
- 2019 : Pour toujours (La dea fortuna)
- 2022 : Le fate ignoranti - La serie, série TV basée sur le film de 2001
- 2023 : Nuovo Olimpo
- 2024 : Diamanti

## Récompenses et distinctions

### Ruban d'argent
- 2001 : Ruban d'argent du meilleur scénario adapté pour Tableau de famille
- 2003 : Ruban d'argent du meilleur scénario adapté pour La Fenêtre d'en face
- 2007 : Ruban d'argent du meilleur scénario original pour Saturno contro
- 2010 : Ruban d'argent de la meilleure comédie pour Le Premier qui l'a dit
- 2012 : Ruban d'argent du meilleur scénario adapté pour Magnifica presenza

### David di Donatello
- 2003 : David di Donatello du meilleur film pour La Fenêtre d'en face

## Œuvre littéraire

### Romans
- Rosso Istanbul (2013)
- Sei la mia vita (2015)
- Come un respiro (2020) Comme un souffle, traduit de l'italien par Elsa Damien, Neuilly-sur-Seine, Éditions Michel Lafon, 2022 ; réédition, Paris, Le Livre de poche no 37797, 2024  (ISBN 978-2-253-93482-0)
- Cuore nascosto (2024)

### Pièces de théâtre
- Mine vaganti (2020), adaptation pour la scène du film du même titre
- Ferzaneide – Sono ia! (2021), écrite, mise en scène et interprétée par Ferzan Özpetek
- Magnifica presenza (2024)